# Пуга Борне, Федерико
Федерико Пуга Борне (исп. Federico Puga Borne; 31 октября 1855, Чильян, Чили — 13 августа 1935) — чилийский государственный деятель, министр иностранных дел Чили (1900, 1905—1906 и 1907—1908).

## Биография
После обучения в Национальном институте и в Чилийском университете, по окончании которого в 1878 г. получил медицинское образование в области хирургии.
В 1877 г. становится сотрудником Национального музея, а в 1878 г. он был назначен директором музея естественной истории Вальпараисо. Одновременно становится профессором физической географии, космографии и естествознания в Лисео-дель-Пуэрто, в 1882 г. становится ректором этого учебного заведения,
В 1881 г. во время Второй тихоокеанской войны ему было поручено руководство армейской службой здравоохранения, которая находилась в военной экспедиции в Перу и участвовала в сражениях при Чоррильосе и Мирафлоресе. По возвращении он поселился в Сантьяго и посвятил себя медицинской практике и преподавательской деятельности в качестве профессора судебной медицины и гигиены в Чилийском университете.
В 1867—1870, 1873—1891 гг. избирался в состав Палаты депутатов Чили.
В 1897—1909 гг. — член Сената, с 1901 по 1909 г. — вице-президент Сената.
Трижды занимал пост министра юстиции (1888, 1889, 1896—1897); в 1900, 1905 и 1907 гг. — министр иностранных дел Чили. В 1920 г. находился на должности министра внутренних дел.
В 1920 г. правительство поручило ему проведение переговоров с президентом Перу Аугусто Легией, что способствовало в дальнейшем подписанию Лимского договора (1929) и урегулированию территориального спора о принадлежности Такны и Араки.
В 1892 г. был назначен директором недавно основанного Института гигиены. В 1894 г. он был избран генеральным секретарем второго Научного конгресса, состоявшегося в Сантьяго, а в следующем году возглавил делегацию Чили на Международном конгрессе по гигиене, проходившем в Буэнос-Айресе.
По возвращении в 1894 г. он был избран президентом Научного общества Чили.
Автор большого числа научных монографий.
Сын Мариано Пуга Вега также был дипломатом, внук Мариано Пуга — священником и правозащитником.